# Tarandusmolen
De Tarandusmolen is een voormalige stenen windmolen in de Vlaamse Ardennen in Dikkelvenne in de Oost-Vlaamse gemeente Gavere. Vroeger stond hier een staakmolen die in 1771 werd herbouwd tot stenen grondzeiler  als graanmolen en oliemolen. De molen werkte tot in de jaren 1950. In 2011 werden instandhoudingswerken uitgevoerd. Sinds 1983 is de Tarandusmolen beschermd als monument. In 2025 raakte bekend dat de molen gerestaureerd wordt.